# De vuurballons
De vuurballons is een sciencefictionverhaal geschreven door de Amerikaan Ray Bradbury in 1951. Hij gaf zelf aan dat zijn werk niet onder een noemer is te vangen en dat blijkt ook uit dit verhaal. Het verhaal grenst als sciencefictionverhaal aan dat van een religieus verhaal. De vuurballons verscheen oorspronkelijk als In this sign in het blad Imagination. Het werd later met soortgelijke verhalen gebundeld in de verzameling The illustrated man, maar dan onder de titel The fire balloons. In het Nederlandse taalgebied kreeg het de titel De vuurballons en verscheen in de bundel De geïllustreerde man bij Born NV Uitgeversmaatschappij in de serie Born SF (1976).  

## Het verhaal
De planeet Mars is door de mensheid gekoloniseerd. Een groep missionarissen geleid door eerwaarde Peregrine reist af naar Mars om het woord van God te verkondigen in de nieuwe kolonie. Inmiddels is echter bekend dat Mars ook een inheemse bevolking kent. Hoewel zonde in de kolonie zeker aanwezig is, staat Peregrine erop dat ze eerst deze Martianen moeten vinden en zien vrij te houden van zonden.
Van de burgemeester van de kolonie verneemt Peregrine dat de Martianen eigenlijk niets meer zijn dan samengeklonterde energie, lijkend op vuurballons. Peregrine is er echter wel degelijk van overtuigd dat ze een bewustzijn en ziel hebben daar ze hem en een andere priester, Stone, behoeden voor een lawine en Peregrine ervan weerhouden zichzelf iets aan te doen. In zijn opdracht bouwen de priesters een altaar en komen de Martianen tegemoet, maar deze onthullen hierop hun ware aard; ze hebben reeds vele eeuwen geleden hun fysieke lichamen opgegeven en bestaan louter nog uit een ziel, zonder enige vorm van lust of zonde. Verlossing is dus niet mogelijk/noodzakelijk. Tevreden met zijn ontdekking richt Peregrine zijn aandacht op de kolonie.